# 郭雯雯
郭雯雯，馬來西亞女歌手，先是以風采姐妹／夏日風采（Summer Grace）出道。於1991年出道，先後出過超過30張的專輯，也曾獲得馬來西亞最佳女子組合獎項。1991年出道至今，不斷在舞台上有創新和突破的演出,深受各界的認同和好評。除了唱歌，她也投入於電影拍攝、舞台演出、主持和評審工作。能歌善舞的她擁有許多愛戴她的歌迷，也吸引了不少商家的青睞。
第一張「說唱情歌」老歌專輯受落後，乘勝追擊再度推出了「夢在毛里悉斯懷舊金曲」、及 「告別老歌廣東」專輯，成績斐然，由於在她們在短時間建立起來顯赫的知名度，深受多家國際公司的注目。1994年正式與馬來西亞國際唱片公司簽下一紙和約進軍國際市場，並改名為夏日風采還受邀請擔任劉德華演唱會的表演嘉賓。夏日風采進軍國際市場後，便推出了兩張廣東大碟「這是愛的故事」，「情書」；兩張國語專輯「流淚不流淚」，「SG宣言」；一張華語單曲「愛情檔案」以及華語專輯「感同聲受」。每一張推出的專輯為她們都贏得了不少獎項。
此外，她也擔任了多屆馬來西亞收視率極高的Astro經典名曲歌唱大賽的導師及評審。2016年推出了首張個人專輯《燦爛星光》。2019年，她再次推出個人專輯和首次舉辦個人演唱會「郭雯雯【我的故事】個人演唱會」。 

## 成就
1993年
- 獲選「南洋十大歌星」最高票數「冠軍女歌手」。
- 榮獲第二屆馬來西亞麗的商台熱辣金曲獎之<女子組合大躍進獎>

1994年
- 受邀擔任劉德華香港二十場演唱會的演唱嘉賓。
- 受邀擔任劉德華新加坡演唱會的演唱嘉賓。
- 榮獲第二屆馬來西亞「熱辣金曲獎」之<最辣本地姜>及DJ金曲心意獎

1995年
- 首張廣東專輯<情盡>于馬來西亞，新加坡，香港等地發行。
- 簽約TVB成為旗下歌星藝人，參與演出的節目包括：[週末任你點]，[勁歌金曲]，[SUNDAY新地帶]，[音樂幹線]。
- 受邀擔任新加坡政府衛生部舉辦的<壯體保健綜藝表演>和<國立保健十週年紀念>演唱嘉賓。
- 代表馬來西亞出席【亞洲音樂節95】演唱會。
- 受邀與中國紅歌星孫楠合唱<在你眼里我看見自己的寂寞>。
- 為新加坡電視連續集灌唱主題曲及插曲。
- 于劉德華，鍾鎮濤主演的電影「奇異旅程」客串演出[5]

1996年
- 華語專輯<流淚不流淚>正式進軍台灣樂壇，到台灣進行宣傳。（由中國，台灣，香港，馬來西亞，新加坡名制作人及音樂人傾情合作。）
- 出席香港TVB大型音樂會「明愛暖萬心」
- 受邀擔任大馬無線電台「麗的988｣電台DJ歌手主持<CRAZY新主張>節目
- 歌曲<流淚不流淚>榮登新加坡933電台「醉心龍虎榜」
- 擔任劉德華世界巡迴演唱會予馬來西亞一站的演唱嘉賓。
- 參演新加坡電視台大型綜藝節目「超級幸運之夜」
- 歌曲<點心>榮獲<馬來西亞96娛協獎>十大原創金曲之一。
- 擔任草蜢汶萊演唱會演唱嘉賓。

1997年
- 于美國著名大西洋印度宮殿大賭城Atlantic City Trump Taj Mahal Casino Resort登台演出。
- 參與<南洋十大義演>之「一心一憶為華教」演出。
- Summer Grace之雯雯受邀為馬來西亞衛星電視台ASTRO華麗台擔任”華麗台大使“主持<華麗台通訊站>節目。
- Summer Grace之雯雯參演30集電視劇<合家歡>，其他演員包括莫少聰，洪欣，劉雅麗，林立洋，馮淬帆等。
- Summer Grace 代表馬來西亞中文樂壇為國際紅十字會與馬來西亞星報聯辦的〈朝鮮飢荒籌募基金〉錄製主題曲，參與者包括著名馬來西亞歌手ELLA，AWIE，AMY，NORA等
- Summer Grace參與ASTRO華麗台大型綜藝節目〈華麗繽紛賀台慶〉開台一週年級念之演出。
- 夏日風采及眾多香港著名歌手如劉德華，鄭伊健及台灣歌手裘海正、吳宗憲等參與台灣舉辦的BMG十週年紀年演唱會，Summer Grace是唯一代表馬來西亞出席這個國際演唱會的歌手
- Summer Grace推出華語專輯《 SG宣言》前往新加坡展開專輯宣傳
- 出席本地〈動感321中文音樂頒獎典禮98》，《愛是懂事》榮獲金曲獎及最佳本地女歌手組合

1998年
- 接拍VOIR時裝平面廣告
- 榮獲<98馬來西亞十大歌星>最高票數的女歌手被邀參演馬來西亞大型露天大匯演〈愛到最頂點〉在獨立廣場演出
- 《SG宣言》榮獲<馬來西亞98娛協獎>最佳專輯封面設計獎
- 與98十大歌星參與〈十大歌星抗洪眼災義演〉為中國抗洪賬災出一份力量
- 第二屆〈動感321中文音樂頒獎典禮〉中，再次蟬聯最佳女組合獎，更以《愛情檔案》這首歌獲得金曲獎

1999年
- 新加坡電視廣播電台邀請Summer Grace的燕燕擔任〈99才華橫溢出新秀大馬之星〉的大會司儀
- Summer Grace的燕燕受邀擔任ASTRO 1999新秀大賽半決賽及大決賽的司儀及表演嘉賓
- 受邀擔任「1999華裔小姐」決賽司儀
- 被邀參與“八大巨星：歡慶千禧年”賀歲專輯並前往中國無錫影城拍攝MTV
- 受邀前往中國「中央電視台」拍攝中秋節節目。深獲好評
- 受邀參與RTM國營電台《PESTA ANG PAU》節目，TV3私營電台《2000龍騰虎躍賀千禧》節目，RTM國營電台《新春年華》節目及RTM國營電台《八大巨星賀千禧》節目的演出

2000年
- 榮獲馬來西亞十大「千禧之星」之一
- 榮獲「馬來西亞十大歌星」之一兼“最受歡迎女歌手”獎
- 加盟普天影碟機構
- 受邀擔任ASTRO「檳洲國際標準舞及拉丁舞」公開錦標賽特緝司儀
- Summer Grace的燕燕受邀擔任“ ASTRO「新秀大賽」初賽至決賽的司儀
- 參與“八大巨星接財神”新年賀歲專輯，前往中國青島實地拍攝MTV
- 受邀為中國中央電視台長篇連續劇《我們的生活》演唱主題曲《玫瑰人生》
- 推出新歌+精選概念專輯「SG檔案」[6]，在中國北京舉辦推介禮，並在馬來西亞和中國同步發行。